# Fulolo Lalai
Fulolo Lalai is een bestuurslaag in het regentschap Nias van de provincie Noord-Sumatra, Indonesië. Fulolo Lalai telt 688 inwoners (volkstelling 2010).